# Lammi
Lammi (föråldrat svenskt namn: Lampis) var en kommun i landskapet Egentliga Tavastland, Finland. År 2009 slogs kommunen samman med staden Tavastehus.

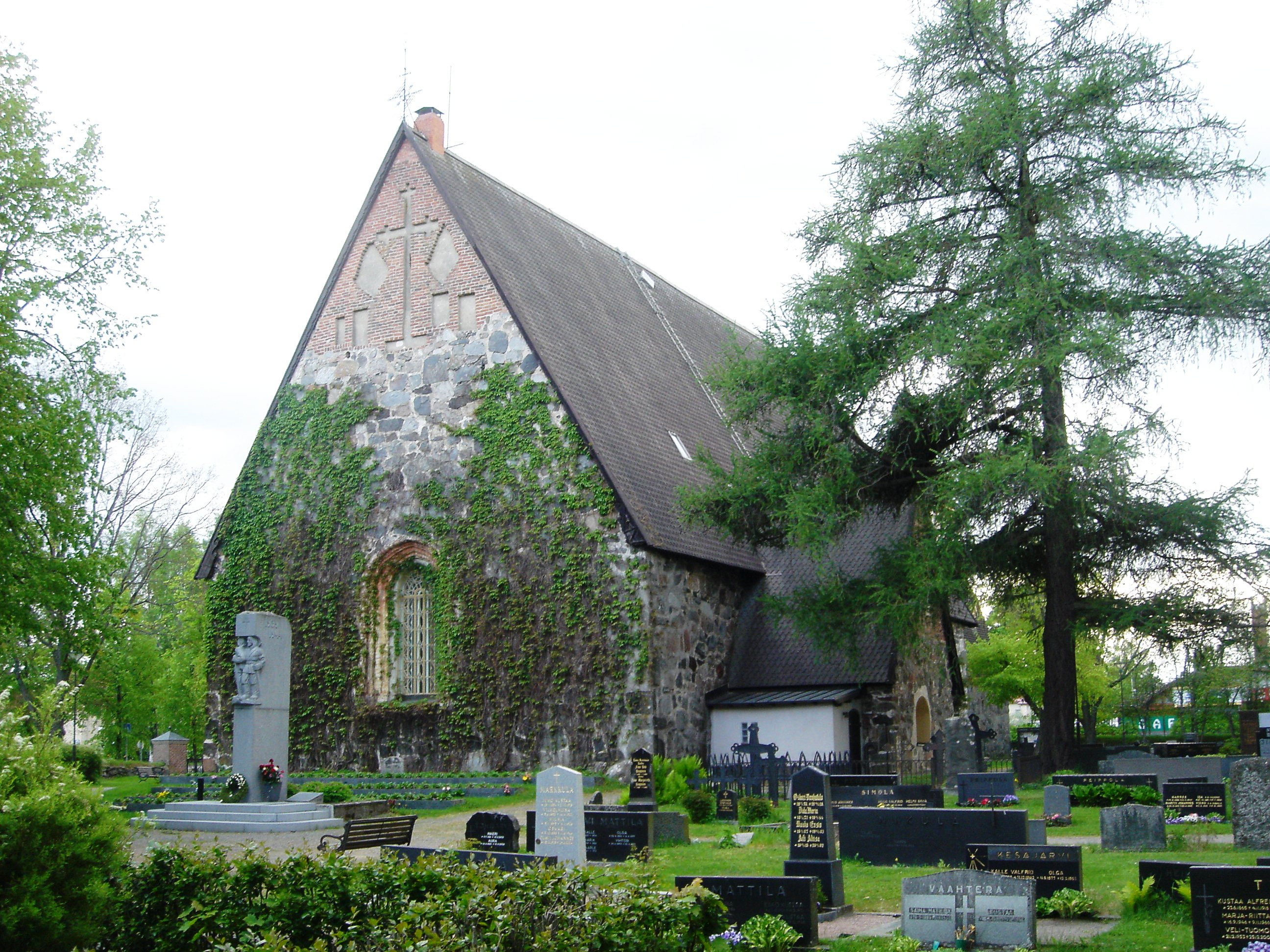
Lammi kyrka

Lammi hade 5 530 invånare och har en yta på 611,23 km². Lammi är enspråkigt finskt.
Evois (uttalas evåis, finska: Evo) är en by i kommunen med Evois forstinstitut.  I kommunen ligger även byn och egendomen Gammelgård (fi. Vanhakartano).

## Historia
Möjligen har Lammi varit ett kapell under Hauho men blev en självständig kyrksocken i slutet av 1300-talet. Lammi förvaltningssocken nämns 1374. Koskis kapell låg under Lammi och nämns första gången år 1540.
Lammi stenkyrka härstammar från medeltiden. Byggnaden har ett långhus med sakristia i norr och vapenhus i söder. Medan exteriören har kvar mycket av sitt medeltida utseende är interiören starkt förändrad. Vid en brand under krigshändelserna 1918 förstördes kyrkan, klockstapeln och hela kyrkbyn, genom en av tyskarna anlagd brand. Kyrkan återinvigdes 1920. Av de medeltida inventarier har endast ett fåtal bevarats.

## Politik

### Mandatfördelning i Lammi kommun, valen 1976–2004
| 8 | 9 |  | 9 |

| 8 | 9 |  | 9 |

| 8 |  | 7 | 2 | 9 |

| 8 |  | 7 | 2 | 9 |

| 8 |  | 7 | 2 | 9 |

| 7 |  | 7 | 2 | 10 |

| 7 |  | 10 |  | 8 |

| 8 |  | 9 | 9 |

| 17 | 10 |